# Oussama Sellami
Oussama Sellami (* 22. Juni 1979 in Tunis) ist ein ehemaliger tunesischer Fußballspieler.

## Karriere
Oussama Sellami spielte von 1999 bis 2003 für Stade Tunisien und stand anschließend von 2004 bis zur Saison 2010/11 beim Hauptstadtklub Club Africain unter Vertrag. Zur Saison 2011/12 kehrte er zu seinem Jugendverein Stade Tunisien zurück, wo er bis zum Ende seiner aktiven Karriere im offensiven Mittelfeld zum Einsatz kam.
In der Saison 2000/01 wurde Oussama Sellami mit 12 Toren zum Torschützenkönig.
Er debütierte am 15. November 2000 gegen die Schweiz (1:1).
Nach seiner aktiven Karriere blieb er dem Club Africain verbunden und übernahm dort verschiedene Funktionen, zuletzt als Sportdirektor des tunesischen Erstligisten.

## Erfolge
- Arabischer Pokal der Pokalsieger
  - Sieger: 2001
- Tunesischer Pokal
  - Sieger: 2003
  - Finalist: 2006
- Tunesischer Ligapokal
  - Sieger: 2000, 2003
- Tunesische Meisterschaft
  - Sieger: 2008
- North African Cup of Champions
  - Sieger: 2008, 2010